# ミッキー&フレンズのグリーティングパレード
ミッキー&フレンズのグリーティングパレード（英語: Mickey＆Friends Greeting Parade）は東京ディズニーランド(TDL)で2020年7月1日より公演中の昼のパレードの名称である。

## 概要
新型コロナウイルス感染症の影響で通常のパレードやグリーティングが行えないため開始されたパレード。東京ディズニーランド・イズ・ユア・ランドや星に願いをの曲にのせてゲストに挨拶する。
2021年4月19日よりドリーミング・アップ!が再開されたため休演。
公演情報
- 公演期間:2020年7月1日〜2021年4月18日
- 公演場所:パレードルート
- 公演回数:1日1〜3回
- 公演時間:約25分
- 出演者数:5人
- フロート:1台
- 出演キャラクター:ミッキー、ミニー、ドナルド、グーフィー、プルート

## 2020年9月14日〜9月30日
2020年9月10日にベリー・ベリー・ミニー!のコスチュームでのパレード開催を発表。期間中はベリー・ミニー・リミックス!の音楽で挨拶をした。

## 2020年11月10日〜12月25日
クリスマスバージョンとして実施。キャラクター達はサンタクロースのコスチューム、音楽はディズニー・サンタヴィレッジ・パレードのものを使用。

## 2021年1月1日〜1月31日
お正月バージョンとして実施。キャラクターは着物のコスチューム、音楽はニューイヤーズ・グリーティングのものを使用。